# Lijst van gotische gebouwen in Vlaams-Brabant
Dit is een (onvolledige) lijst van de gebouwen die in de gotische stijl zijn gebouwd in de Belgische provincie Vlaams-Brabant. Vaak zijn de gebouwen niet volledig in gotische stijl gebouwd, in dat geval worden enkel de gegevens van het gotische gedeelte gegeven.
| Naam                                             | Functie            | Start bouw (jaar)                 | Voltooid (jaar) | Stijl                                | Huidige staat                 | Oorspronkelijke hoogte (m)     | Huidige hoogte (m)          | Lengte (m) | Breedte (m) | Stad      | Land   | Afbeelding        |
| ------------------------------------------------ | ------------------ | --------------------------------- | --------------- | ------------------------------------ | ----------------------------- | ------------------------------ | --------------------------- | ---------- | ----------- | --------- | ------ | ----------------- |
| Onze Lieve Vrouwekerk                            | Kerk               | 14e eeuw                          | 15e eeuw        | Demergotiek                          | Gerestaureerd                 | Toren: ? / Kerk: ?             | Toren: ± 84 / Kerk: ?       | ?          | ?           | Aarschot  | België |                   |
| Sint-Sulpitiuskerk                               | Kerk               | 1321                              | 1534            | Demergotiek                          | Gerestaureerd                 | ?                              | ?                           | ?          | ?           | Diest     | België |                   |
| Sint-Martinusbasiliek                            | Kerk               | 1335                              | 1470            | Brabantse gotiek                     | Gerestaureerd                 | ?                              | 71                          | ?          | ?           | Halle     | België |                   |
| Sint-Pieterskerk                                 | Kerk               | ± 1400                            | 17e eeuw        | Brabantse laatgotiek                 | Deels ingestort Gerestaureerd | Hoogste toren: < 75 Gewelf: 25 | Hoogste toren: ? Gewelf: 25 | 93         | 28          | Leuven    | België |                   |
| Stadhuis van Leuven                              | Stadhuis           | 1439                              | 1469            | Brabantse gotiek                     | Gerestaureerd / verbouwd      | ?                              | ?                           | ?          | ?           | Leuven    | België |                   |
| Onze-Lieve-Vrouw-ten-Poelkerk                    | Kerk               | 1358                              | 1470            | Brabantse gotiek                     | Gerestaureerd                 | ?                              | 70                          | ?          | ?           | Tienen    | België |                   |
| Sint-Leonarduskerk                               | Kerk               | Romaans: westgevel; Gotisch: 1231 | 16e eeuw        | Romaans (laat)gotisch                | Gerestaureerd                 | ?                              | ?                           | ?          | ?           | Zoutleeuw | België |                   |
| Stadhuis van Zoutleeuw                           | Stadhuis           | 1530                              | 1538            | Mix laatgotiek en vroege renaissance | Gerestaureerd                 | ?                              | ?                           | ?          | ?           | Zoutleeuw | België | Links op de foto  |
| Vleeshuis van Zoutleeuw Lakenhalle van Zoutleeuw | Vleeshuis Lakenhal | ?                                 | ?               | Gotiek (?)                           | Gerestaureerd                 | ?                              | ?                           | ?          | ?           | Zoutleeuw | België | Rechts op de foto |